# The Fast and the Furious
The Fast and the Furious är en amerikansk film från 2001 regisserad av Rob Cohen. Den svenska titeln i Finland är Våghalsarna.

## Handling
Polisen Brian O'Conner (Paul Walker) infiltrerar Los Angeles streetracing-gäng för att avslöja en brottshärva där en rad lastbilar kapats. För att komma åt gänget måste Brian gå undercover. Han börjar med att bevaka ett café som drivs av gängledaren, Doms, syster. På nattens streetrace tar Brian en chans och tävlar för att förlora sin bil. Brian lyckas ändå komma in i gänget då han räddar Dom från polisen. Inifrån streetracegänget försöker Brian hitta bevis som kan binda gänget till de många stölderna men blir mer och mer involverad och klarar snart inte av att hålla isär uppdraget från sina privata intressen.

## Om filmen
Filmen vann en MTV Movie Award för bästa filmteam, den var även nominerad för bästa film, bästa actionscen, bästa skådespelare (Vin Diesel) och bästa nykomling (Paul Walker). Filmen vann även hela fem pris i World Stunt Awards, bland annat både för bästa stuntkvinna och bästa stuntman. 
Enligt IMDb hade varken Michelle Rodriguez eller Jordana Brewster körkort under inspelningen av filmen, ingen av dem hade ens övningskörningstillstånd.

## Rollista (i urval)
- Paul Walker - Brian O'Conner
- Vin Diesel - Dominic Toretto
- Michelle Rodríguez - Letty
- Jordana Brewster - Mia Toretto
- Rick Yune - Johnny Tran
- Chad Lindberg - Jesse
- Johnny Strong - Leon
- Matt Schulze - Vince
- Ted Levine - Sgt. Tanner
- Ja Rule - Edwin

## Uppföljare
2003 gjordes en uppföljare på filmen 2 Fast 2 Furious, där Paul Walker spelar huvudrollen i den omskakande action filmen. Sedan dess har det gjorts flera uppföljare och spin-offs vilka bildar en filmserie.